# 鳥取県道195号鷹狩渡一木線
鳥取県道195号鷹狩渡一木線（とっとりけんどう195ごう たかがりわたりひとつぎせん）は、鳥取県鳥取市を通る一般県道である。

## 概要
鳥取市河原町釜口から鳥取市河原町渡一木に至る。和奈見橋が付け替えにより大幅に移動したため、本路線の起点も鳥取県鳥取市用瀬町鷹狩から鳥取県鳥取市河原町釜口へ移動した。

### 路線データ
- 起点：鳥取県鳥取市河原町釜口（国道53号交点）
- 終点：鳥取県鳥取市河原町渡一木（河原橋西交差点、鳥取県道32号郡家鹿野気高線交点）
- 総延長：5.5 km

## 歴史
- 1999年（平成11年）7月2日 - 鳥取県告示第441・442号により、新和奈見橋を含む八頭郡河原町釜口 - 八頭郡河原町和奈見間の供用開始[1]。

## 路線状況

### 重複区間
- 鳥取県道231号本鹿高福線（鳥取市河原町佐貫）

### 道路施設

#### 橋梁
- 和奈見橋（千代川、鳥取市）

## 地理

### 通過する自治体
- 鳥取県
  - 鳥取市

### 交差する道路
| 交差する道路                                           | 交差する場所 | 交差する場所          |
| ------------------------------------------------------ | ------------ | --------------------- |
| 国道53号 国道373号 重複                                | 河原町釜口   | 起点                  |
| 鳥取県道232号八日市釜口線                              | 河原町八日市 |                       |
| 鳥取県道231号本鹿高福線 重複区間起点                   | 河原町佐貫   |                       |
| 鳥取県道231号本鹿高福線 重複区間終点                   | 河原町佐貫   |                       |
| 鳥取県道196号杣小屋曳田線                              | 河原町曳田   |                       |
| 鳥取県道32号郡家鹿野気高線 鳥取県道42号鳥取河原線 重複 | 河原町渡一木 | 河原橋西交差点 / 終点 |

### 沿線
- 千代川
- 散岐郵便局
- 鳥取市立散岐小学校
- 鳥取市立河原中学校